# Алдерсон (Оклахома)
Алдерсон (енгл. Alderson) град је у америчкој савезној држави Оклахома.

## Демографија
По попису из 2010. године број становника је 304, што је 43 (16,5%) становника више него 2000. године.
| Група             | 2000.       | 2010.       |
| Белци             | 172 (65,9%) | 197 (64,8%) |
| Афроамериканци    | 9 (3,4%)    | 10 (3,3%)   |
| Азијати           | 1 (0,4%)    | 1 (0,3%)    |
| Хиспаноамериканци | 5 (1,9%)    | 10 (3,3%)   |
| Укупно            | 261         | 304         |